# Metal Gear Solid HD Collection
Metal Gear Solid HD Collection é uma coleção de remasterizações do Metal Gear Solid 2: Sons of Liberty, Metal Gear Solid 3: Snake Eater e Metal Gear Solid: Peace Walker para o PlayStation 3, Xbox 360, e PlayStation Vita. Os jogos foram originalmente desenvolvidos pela Kojima Productions, enquanto que os ports foram feitos pela Bluepoint Games e publicados pela Konami. As versões do MSX de Metal Gear e Metal Gear 2: Solid Snake também foram incluídas. Entretanto, o pacote japonês substitui Metal Gear Solid: Peace Walker com um código de download do Metal Gear Solid original. A conversão para HD do Peace Walker foi lançada separadamente no Japão, sendo lançada um pouco mais cedo, em 10 de novembro.
O núcleo e o enredo de todos os jogos permanecem inalterados nas versões remasterizadas. Entretanto, todos os três jogos receberam melhorias gráficas para permitir suporte à resolução 720p. Assim como visuais 720p em HD, essas novas versões rodam a 60 frames por segundo. Todos os três jogos possuem suporte para troféus e conquistas no PlayStation 3 e no Xbox 360, respectivamente. O esquema de controles do Peace Walker foi substituído.

## Jogos

### Metal Gear Solid 2: Sons of Liberty
A história se desenrola ao redor da "Big Shell", uma gigantesca instalação de limpeza marítima que foi dominada por um grupo de terroristas que chamam a si mesmos de "Sons of Liberty". Eles exigem uma grande quantia em dinheiro, em troca da liberdade do presidente dos Estados Unidos, e ameaçam destruir a instalação, criando um desastre ambiental cataclísmico, caso suas demandas não sejam atendidas. Os motivos e identidades de muitos dos vilões e aliados mudam rapidamente, enquanto o protagonista descobre uma conspiração mundial construída por uma poderosa organização, conhecida como "The Patriots".

### Metal Gear Solid 3: Snake Eater
Situado numa União Soviética da era da Guerra Fria, a história se foca no membro da FOX, Naked Snake, enquanto ele tenta resgatar um designer de armas e sabotar uma super-arma experimental. Enquanto prévios jogos foram ambientados num perímetro primariamente urbano, Snake Eater adota uma ambientação no pântano, com as armadilhas de alta tecnologia dos jogos anteriores sendo substituídas pela selva. Apesar da ambientação ter sido modificada, o foco do jogo continua sendo o stealth e a infiltração, enquanto mantém o humor auto-referenciável da série, quebrando a quarta parede. A história de Snake Eater é contada através de diversas cut-scenes e conversas por rádio.

### Metal Gear Solid: Peace Walker
Situado na América Central de 1974, o jogo segue as aventuras do protagonista Naked Snake, agora conhecido como Big Boss, enquanto ele lidera uma unidade mercenária usando os recursos que adquiriu do Gene, no fim do Portable Ops, quatro anos antes. O jogo também adiciona mais informação por trás da fundação do estado militar Outer Heaven.

### Metal Gear
O jogo gira em torno de um agente das forças especiais, codinome Solid Snake, que participa de uma missão solo de infiltração da fortaleza da Outer Heaven, para destruir um Metal Gear, um tanque capaz de andar e de lançar mísseis nucleares de qualquer lugar do mundo.

### Metal Gear 2: Solid Snake
No jogo, Solid Snake deve se infiltrar em Zanzibar Land, um território altamente defendido, localizado na Ásia Central, para resgatar um cientista sequestrado e destruir o Metal Gear D. O jogo evoluiu significantemente o sistema de jogo baseado em stealth do seu predecessor "em quase todas as maneiras", introduzindo um enredo complexo, lidando com temas como a natureza das guerras e a proliferação nuclear, e é considerado "um dos melhores jogos 8 bits já produzidos".

## Recepção
Metal Gear Solid HD Collection recebeu aclamação crítica, com uma nota de 91 no Metacritic, tanto para PlayStation 3 quanto para o Xbox 360. O agregador de notas GameRankings deu uma nota média de 90.4% para a versão do PS3, e 91.2% para a do Xbox 360.
1UP afirmou que "A imensidão pura dessa coleção continua a me surpreender, e apesar de que o preço não deveria ser um fator decisivo numa review, com Metal Gear Solid HD Collection, é impossível ignorá-lo. Simplificando, esse único disco vai te mander entretido por vários feriados."
IGN afirmou que "Os controles, história e conteúdo pelo qual tantos se apaixonaram anos atrás está de volta, mas o tempo se mostra como o maior inimigo de Solid Snake". A Game Informer afirmou que "A luta contra The Boss, Colonel Campbell enlouquecendo, a assombrosa melodia durante o vôo de Chrysalis - esses são os tipos de momentos memoráveis que definem Metal Gear, e eles são tão incríveis quanto você se lembra."
Eurogamer afirmou que "Metal Gear Solid é um potpourri de ideias que insiste que você veja o bom e o ruim. Certamente indulgente, ele também é melancólico, estimulante, esperto e absurdo. Nunca está completamente claro o que Kojima e sua empresa estão levando a sério - e o resultado final, nessa coleção, é uma crônica fascinante de um dos mais estranhos sucessos dos vídeo games."
GameTrailers afirmou que "Se não fosse pela omissão do Metal Gear Solid original, essa seria, provavelmente, o protótipo de coleções HD que todas as publicadoras deveriam aspirar a emular. Esses jogos suportaram o teste do tempo, e todas as melhorias e extras garantem que essas são as versões definitivas. Se você deixou esses jogos de lado no passado, dessa vez não há desculpas."
GamesRadar afirmou que "Um grande valor, mesmo se você planeja jogar apenas um dos três jogos. Que ela possua três que você possa jogar, mais um monte de extras divertidos, apenas garante que essa seja a melhor compilação multi-jogos desde a The Orange Box de 2007."
Official Xbox Magazine afirmou que "É fácil encontrar problemas na apropriação de Conquistas, no fato de que os jogos deixam a desejar em detalhes HD tais como cabelo animado e uma sincronia labial de alta qualidade, e que dois dos melhores jogos da franquia foram excluídos. Mas o fato de que três dos melhores jogos de stealth já criados foram melhorados e custam $50 para o Xbox 360 deveria colocar essa coleção no seu radar."
Official UK PlayStation Magazine afirmou que "Como um pacote em geral, a qualidade e quantidade oferecido aqui é irresistível. Texturas ligeiramente desfocadas e alguns problemas com o framerate indicam que essas melhorias não se equivalem ao grande trabalho de restauração visto em The Ico & Shadow of the Colossus Collection - mesmo assim, quando se trata de uma suprema diversão stealth, a coleção de Snake continua sendo ouro sólido."
Em Dezembro de 2011, o jogo recebeu o prêmio de "Best HD Remake of 2011" do TeamXbox.